# George Beranger
George Beranger (Sydney, 27 de março de 1893 – Laguna Beach, Califórnia, 8 de março de 1973), também conhecido como André Beranger, foi um ator australiano de cinema e teatro, ativo entre as décadas de 1913 e 1950. Começou sua carreira nos palcos aos 16 anos de idade no seu país de origem, Austrália. Emigrou para os Estados Unidos, e começou a trabalhar para Biograph Company, e posteriormente para Komic, em 1914.

## Filmografia selecionada
- The Switch Tower (1913)
- The Well (1913)
- When Love Forgives (1913)
- The Avenging Conscience (1914)
- The Birth of a Nation (1915)
- The Good Bad Man (1916)
- A Love Sublime (1917)
- A Daughter of the Poor (1917)
- Broken Blossoms (1919)
- Sinister Street (1922)
- Was She Guilty? (1922 – dirigiu)
- The Leopardess (1923)
- His Hour (1924)
- Are Parents People? (1925)
- The Big Parade (1925)
- Miss Brewster's Millions (1926)
- The Eagle of the Sea (1926)
- The Bat (1926)
- Fig Leaves (1926)
- Paradise for Two (1927)
- Altars of Desire (1927)
- Stark Mad (1929)
- Lilies of the Field (1930)
- Three Girls Lost (1931)
- Annabelle's Affairs (1931)
- Beauty for the Asking (1939)
- She Knew All the Answers (1941)
- Road House (1948)
- Wabash Avenue (1950)

## Leitura
- Cosgrove, Bryony (Dezembro de 2011). «Missing in Action, Caught on Film: Silent Film Actor "André de Beranger" Goes to War». La Trobe University. Screening the Past (32). ISSN 1328-9756